# Baumann Mihály
Baumann Mihály (Veszprém, 1792. július 7. – Martinsdorf, 1848. február 19.) benedekrendi szerzetes, pap.

## Élete
A gimnázium végeztével a püspöki szeminárium papnövendékei közé lépett. A teológiai hároméves tanfolyamot befejezvén, 1815. október 14-én Bécsben a szent Benedek rendbe lépett és 1817. október 5-én a fogadalmat is letette. Előbb Gaunersdorfba, majd Eggendorfba küldetett segédlelkészül. 1824 júliusában Bécsbe hivatott vissza. 1834-ben waitzendorfi, 1836-ban kleinengersdorfi és 1841-ben martinsdorfi plébános lett.

## Munkái
- Predigt bei Gelegenheit, als der in der Pfarre St. Laurentz im Schottenfelde gebildete erste organisirte Kirchenmusik-Verein Wiens am 22. Nov. 1829… das statutenmässige Dankfest zum 7.-male beging. Wien, 1830